# Liste de statues équestres de Norvège
Cet article recense les statues équestres en Norvège.

## Liste
| Œuvre                                    | Auteur                    | Commune | Localisation                 | Notes              | Installation | Coordonnées                       | Illustration                             |
| ---------------------------------------- | ------------------------- | ------- | ---------------------------- | ------------------ | ------------ | --------------------------------- | ---------------------------------------- |
| Liberté                                  | Arnold Haukeland (en)     | Bærum   | Hôtel de ville de Bærum (no) |                    |              | 59° 53′ 25″ nord, 10° 31′ 35″ est | Liberté                                  |
| Statue équestre de Charles XIV Jean (no) | Brynjulf Larsen Bergslien | Oslo    | Palais royal d'Oslo          | Charles XIV Jean   | 1875         | 59° 55′ 00″ nord, 10° 43′ 44″ est | Statue équestre de Charles XIV Jean (no) |
| Statue équestre de Harald Hardrada       | Anne Grimdalen (en)       | Oslo    | Hôtel de ville d'Oslo        | Harald Hardrada    | 1951         | 59° 54′ 43″ nord, 10° 43′ 58″ est | Statue équestre de Harald Hardrada       |
| Statue équestre de saint Olaf            | Dyre Vaa (en)             | Verdal  | Stiklestad (en)              | Olaf II de Norvège | 1973         | à géolocaliser                    | Image manquante                          |